# Pyrinia regina
Pyrinia regina là một loài bướm đêm trong họ Geometridae.